# Сухі ліси Панами
Сухі ліси Панами (ідентифікатор WWF: NT0224) — неотропічний екорегіон тропічних та субтропічних сухих широколистяних лісів, розташований в Панамі.

## Географія
Екорегіон сухих лісів Панами охоплює ділянки низинних сухих тропічних лісів, поширених навколо узбережжя Панамської затоки Тихого океану на півдні Центральної Панами. Найбільша ділянка екорегіону простягається уздовж узбережжя затоки Паріта на заході, зокрема на східному узбережжі півострова Асуеро. Менші ділянки екорегіону знаходяться на північному узбережжі Панамської затоки, в районі міста Панама, та на узбережжі затоки Сан-Мігель на сході. Рельєф регіону переважно представлений низовинами, середня висота яких становить 80 м над рівнем моря. У внутрішніх районах Панами сухі ліси екорегіону переходять у панамські атлантичні вологі ліси (на заході) та у панамські тихоокеанські вологі ліси (на півночі та сході). У прибережних лагунах Панамської затоки зустрічаються мангрові ліси, які є частиною окремого екорегіону мангрів Панамської затоки.

## Клімат
В межах екорегіону переважає тропічний саванний клімат (Aw за класифікацією кліматів Кеппена). Оскільки екорегіон лежить у дощовій тіні гір, опадів тут випадає менше, ніж у навколишніх вологих лісах, у середньому 1500 мм на рік. Середня температура в регіоні становить близько 27 °C. Зимовий сухий сезон триває щонайменше 5 місяців.

## Флора
В межах екорегіону зустрічаються різні рослинні угруповання, зокрема листяні та напівлистяні тропічні ліси, частина дерев у яких скидає листя під час тривалого сухого сезону, а також вічнозелені галерейні ліси, поширені уздовж річок. Сухі ліси Панами вирізняються унікальною флорою, високе різноманіття якої пояснюється різноманіттям екосистем, що зустрічаються у безпосередній близькості одна до одної. Завдяки ізоляції регіону від сухих лісів Коста-Рики та Колумбії, рівень ендемізму у сухих лісах Панами є відносно високим. 
Місцеві види рослин пристосовані до життя в умовах нестачі води та високої сонячної радіації. Вони часто демонструють захист від травоїдних тварин, наприклад, колючки. У сухих лісах півострова домінують дубильні цезальпінії (Libidibia coriaria), а у сухих лісах поблизу міста Панама — лозанії Піттьє (Lozania pittieri). Серед інших поширених в екорегіоні рослин слід відзначити акацію Коллінса (Vachellia collinsii) та різні види опунції (Opuntia spp.). Під час сезону дощів в лісах спостерігається високе різноманіття потієвих (Pottiaceae) мохів та річієвих (Ricciaceae) печіночників.

## Фауна
Фауна екорегіону характеризується високим різноманіттям. Загалом в регіоні зустрічається 159 видів хребетних тварин. Серед великих ссавців, поширених в лісах екорегіону, слід відзначити панамського білохвостого оленя (Odocoileus virginianus chiriquensis), ошийникового пекарі (Dicotyles tajacu), центральноамериканську коату (Ateles geoffroyi), колумбійського ревуна (Alouatta palliata), великого мурахоїда (Myrmecophaga tridactyla), бурогорлого лінивця (Bradypus variegatus) та північного двопалого лінивця (Choloepus hoffmanni), а також найбільших хижаків Панами — ягуарів (Panthera onca) та пум (Puma concolor). 
Також в екорегіоні поширені численні дрібні ссавці, зокрема панамські капуцини (Cebus imitator), чорно-білі капуцини (Cebus capucinus), оцелоти (Leopardus pardalis), маргаї (Leopardus wiedii), ягуарунді (Herpailurus yagouaroundi), кінкажу (Potos flavus), білоносі носухи (Nasua narica), звичайні ракуни (Procyon lotor), неотропічні видри (Lontra longicaudis), низинні паки (Cuniculus paca), центральноамериканські агуті (Dasyprocta punctata), центральноамериканські тапеті (Sylvilagus gabbi), пістряві вивірки (Sciurus variegatoides), рудохвості вивірки (Sciurus granatensis), південні опосуми (Didelphis marsupialis), центральноамериканські волохаті опосуми (Caluromys derbianus), мексиканські мишачі опосуми (Marmosa mexicana), дев'ятипоясні броненосці (Dasypus novemcinctus), північні тамандуа (Tamandua mexicana), карликові мурахоїди (Cyclopes didactylus) та різноманітні рукокрилі, зокрема великі листоноси (Vampyrum spectrum) та ямайські плодоїди (Artibeus jamaicensis). Майже ендемічними представниками екорегіону є панамські нічні мавпи (Aotus zonalis), тамарини Жофруа (Saguinus geoffroyi), західні низинні олінго (Bassaricyon medius), дар'єнські врожайниці (Reithrodontomys darienensis) та панамські колючі торбомиші (Heteromys adspersus)
Серед поширених в екорегіоні птахів слід відзначити рожевошийого голуба (Patagioenas cayennensis), товстодзьобого ані (Crotophaga ani), великодзьобого канюка (Rupornis magnirostris), саванову катарту (Cathartes burrovianus), хімахіму (Milvago chimachima), рудого сичика-горобця (Glaucidium brasilianum), цакатла (Amazilia tzacatl), жовтогорлого тукана (Ramphastos sulfuratus), малу гілу (Melanerpes rubricapillus), тринідадського амазона (Amazona ochrocephala), буроплечого тіріку (Brotogeris jugularis), смугастого сорокуша (Thamnophilus doliatus), тропічного тирана (Tyrannus melancholicus), смугастого тирана (Myiodynastes maculatus), жовточереву еленію (Elaenia flavogaster), бронзового дрозда (Turdus grayi), західну гутураму (Euphonia laniirostris), блакитну саяку (Thraupis episcopus), червону тапірангу (Ramphocelus dimidiatus), вороного зерноїда (Sporophila corvina) та якарину (Volatinia jacarina). Майже ендемічними представниками екорегіону є синьогорлі колібрі-лісовички (Chrysuronia coeruleogularis), садові колібрі-смарагди (Chlorostilbon assimilis), білогруді амазилії-берили (Saucerottia edward), жовті манакіни-короткокрили (Manacus vitellinus), жовтокрилі мухоїди (Tolmomyias flavotectus), панамські поплітники (Cantorchilus elutus) та панамські гутурами (Euphonia luteicapilla). 
Серед поширених в екорегіоні плазунів слід відзначити гострорилого крокодила (Crocodylus acutus), крокодилового каймана (Caiman crocodilus) та коричневу лісову черепаху (Rhinoclemmys annulata). На узбережжях Панамської затоки відкладають яйця рідкісні шкірясті черепахи (Dermochelys coriacea).

## Збереження
Майже 70 % сухих лісів Панами було знищено та перетворено на плантації та інші сільськогосподарські угіддя, а залишки природної рослинності є значно фрагментованими. Основними загрозами для збереження залишків природи регіону є вирубка та спалювання лісів, а також полювання.
Оцінка 2017 року показала, що 73 км², або 1 % екорегіону, є заповідними територіями. Природоохоронні території включають: Національний парк Сарігуа та Національний парк Метрополітан.